# Francis Bioret

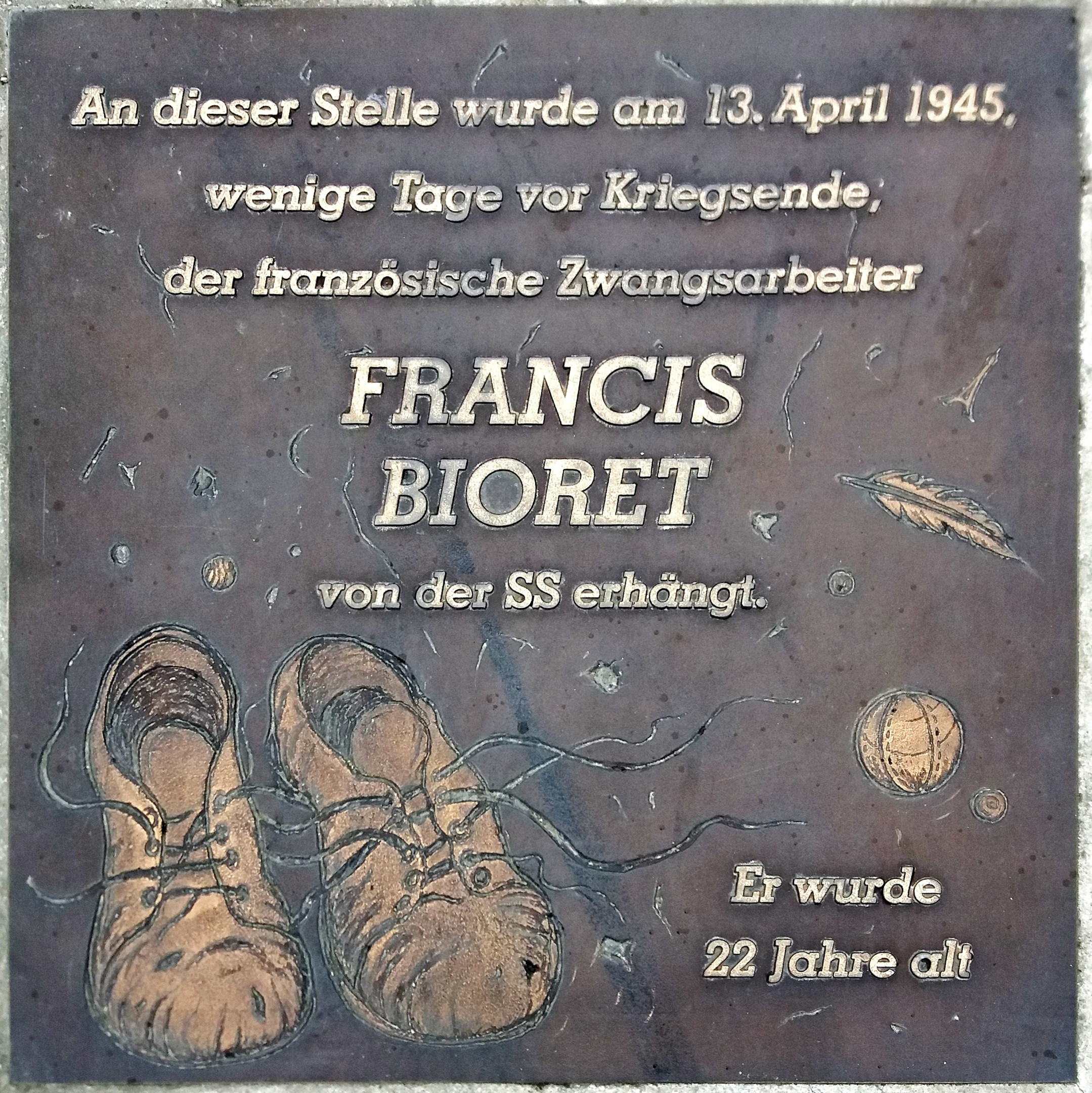
Gedenktafel (2013) in Langenau

Francis Raymond Marie Bioret (* 1. Mai 1922 in Versailles; † 13. April 1945 in Langenau) war ein französischer Zwangsarbeiter, der wenige Tage vor dem Ende des Zweiten Weltkriegs nach einem unrechtmäßigen Todesurteil am 13. April 1945 auf dem Marktplatz der baden-württembergischen Stadt Langenau durch die SS ermordet wurde.

## Leben
Francis Bioret war gelernter Friseur, arbeitete jedoch zuletzt in einer Fabrik und lebte in der Rue Basly 23 in Gennevilliers bei Paris, bevor er im Zweiten Weltkrieg einem Schlossermeister im baden-württembergischen Langenau als Zwangsarbeiter zugeteilt wurde. Zeitzeugen aus Langenau beschrieben ihn als „lustiger Geselle, der wie ein Südfranzose aussah, gerne rauchte, sehr körpergewandt war und zahlreiche Kunststücke beherrschte“.
Nachdem sich Bioret nach vorangegangenen Misshandlungen mit seinem Chef angelegt und Drohungen ausgesprochen hatte, zeigte ihn dieser bei der SS an. Der SS-Untersturmführer Emil Andreas Leimeister, damals stellvertretender Leiter des in Langenau stationierten SS-Genesenden-Bataillons, ließ Francis Bioret am Abend des 13. April 1945 verhaften. Anstelle einer ordentlichen Gerichtsverhandlung trat am selben Abend in einem Langenauer Gasthaus ein aus Angehörigen der SS bestehendes Standgericht zusammen, das ein sofort vollstreckbares Todesurteil gegen Bioret aussprach. Hierzu waren die SS-Angehörigen jedoch rechtlich nicht befugt.
Nachfolgend ein Auszug aus dem offiziellen Aktenvermerk über das Urteil:

„Das im Auftrag des Bevollmächtigten der 11. SS-Panzer-Armee für den Kreis Ulm und Heidenheim zusammengetretene Standgericht hat heute im Falle
Francis B i o r e t folgendes beschlossen:
Der französische Zivilarbeiter Francis Raimond Bioret ... hat nach glaubwürdigen Aussagen deutscher Volksgenossen die Absicht geäußert, eindringendem amerikanischen Gegner Hilfe zu leisten und seinen Arbeitgeber sofort totzuschlagen. Er hat die Arbeit verweigert und durch dieses Verhalten eine im gegenwärtigen Stadium des Krieges gefährliche Haltung gezeigt. Das Standgericht verurteilt heute den französischen Zivilarbeiter Francis Raymond Bioret zum Tode durch Erhängen. Das Urteil ist sofort zu vollstrecken.“

Unmittelbar nach dem Urteil wurde eine Gruppe von 20 bis 30 SS-Männern zu dem Gasthaus beordert, die dann mit Leimeister, dem Verurteilten und seinem 25-jährigen Henker SS-Oberscharführer Baumhardt zu dem Galgen zogen, der in aller Eile auf dem Langenauer Marktplatz neben einer Litfaßsäule errichtet worden war. Das unrechtmäßige Urteil durch Erhängen wurde um 22:11 Uhr vollstreckt. Francis Bioret war sofort tot. Der Tote hing nach unterschiedlichen Augenzeugenberichten nach der Hinrichtung noch zwischen zwei und fünf Tagen am Galgen auf dem vielbegangenen Marktplatz der Stadt. Seine Schuhe waren ihm von den Füßen gefallen und lagen, solange der Tote am Galgen hing, ebenfalls tagelang unangetastet unter ihm am Boden.
Francis Bioret wurde nur 22 Jahre alt. Sein Grab befindet sich heute auf einem Friedhof in Gennevilliers, nachdem seine Großmutter Marie Bioret als einzige lebende Verwandte im Jahr 1949 die Umbettung des Toten dorthin beantragt hatte.

## Gedenken

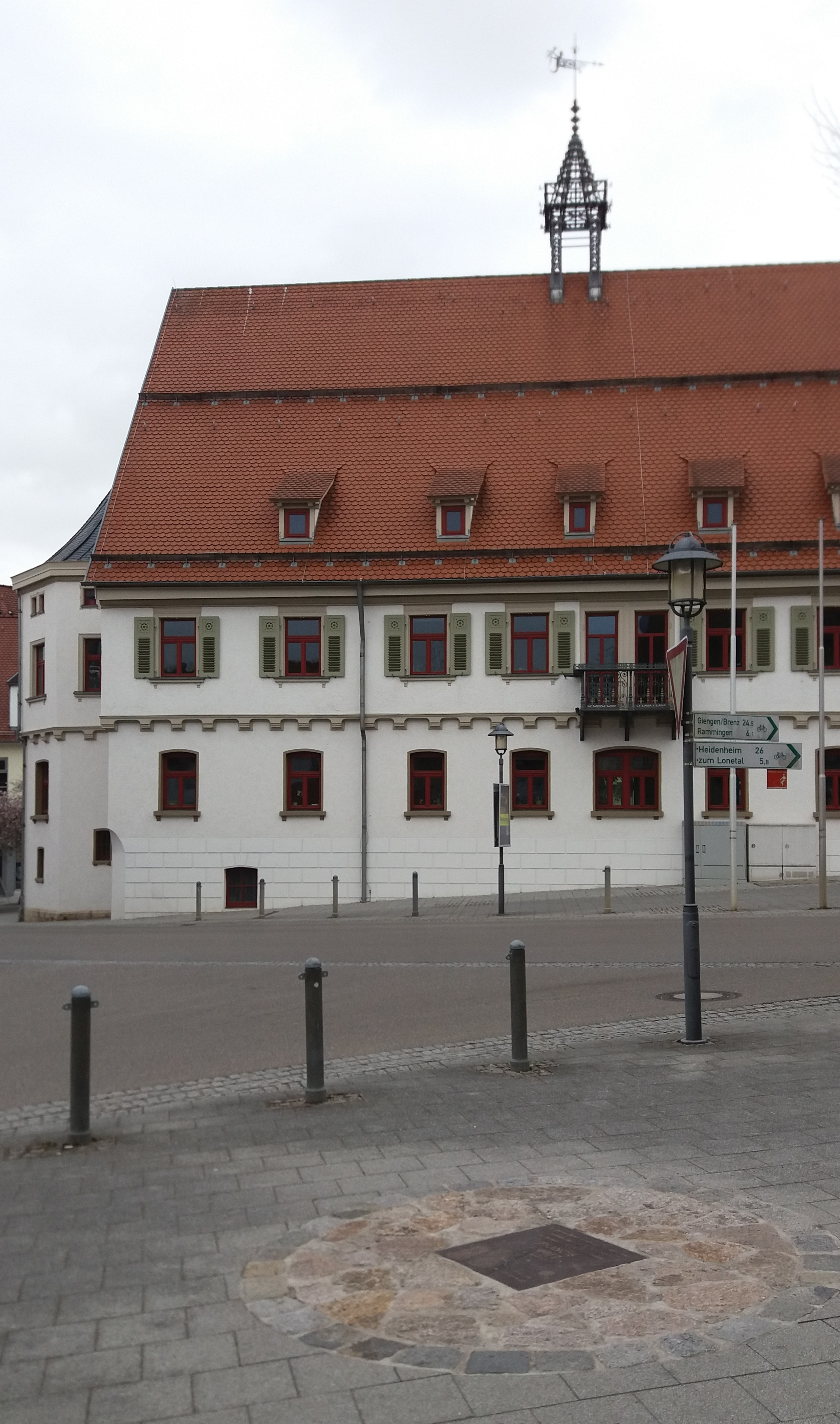
Platz der Gedenktafel am Standort des Galgens; im Hintergrund das Rathaus von Langenau

Nachdem sich viele Jahrzehnte lang niemand in Langenau mit dem Verbrechen hatte auseinandersetzen wollen, fand das Schicksal Biorets erstmals im Jahr 1985 Erwähnung in einem Text des Lehrers Wilmar Jakober zum Thema „Langenau unterm Hakenkreuz. Eine geschichtliche Stadtführung“. Seit 2009 setzt sich auch die Gruppe „Freunde von Francis Bioret“, der unter anderem der Langenauer Künstler Michael Döhmann, der Historiker Andreas Löcher, der Langenauer „Initiativkreis 8. Mai“, die Volkshochschule Ulm, der Pfarrer Wolfgang Krimmer und mehrere Geschäfts- und Privatleute angehören, dafür ein, das Gedenken an die Ermordung Francis Biorets in Langenau aufrechtzuerhalten. Die Gruppe organisiert die jährlichen Gedenkfeiern an seinem Todestag, veranstaltet Vorträge und betreibt neben der Öffentlichkeitsarbeit auch intensive Nachforschungen, um weitere Fakten über Biorets Herkunft und Leben in Erfahrung zu bringen. Die „Freunde von Francis Bioret“ wurden im November 2014 in der Bayerischen Staatskanzlei in München für dieses Engagement mit einem Preis des Bündnisses für Demokratie und Toleranz ausgezeichnet.
Am 13. April 2013, dem 68. Jahrestag seiner Ermordung, fand im Langenauer Pfleghof eine Gedenkfeier für Francis Bioret statt, an welcher auch der Präsident der französischen Vereinigung zur Erinnerung am Zwangsarbeit und Kriegsverbrechen, Jean Chaize, teilnahm. Anschließend wurde eine Gedenktafel für Francis Bioret enthüllt. Die Herstellung der nach einem Entwurf von Michael Döhmann aus Bronze gegossenen, 60 × 60 cm großen Tafel kostete ca. 2.000 Euro, die komplett durch Spenden aufgebracht wurden. Sie zeigt unter anderem sehr augenfällig die ausgetretenen Schuhe Biorets, die tagelang unter seinem Galgen nicht weggeräumt wurden, und außerdem als Symbole für seine artistische Begabung einige Jonglierbälle und eine Feder. Die Tafel trägt folgende Inschrift:
An dieser Stelle wurde am 13. April 1945, wenige Tage vor Kriegsende, der französische Zwangsarbeiter

FRANCIS BIORET von der SS erhängt. Er wurde 22 Jahre alt.
Ihren Platz fand die Gedenktafel genau dort, wo Francis Bioret 1945 am Galgen starb, in dem breiten Gehwegbereich vor dem heutigen „Café am Marktplatz“ gegenüber dem Langenauer Rathaus. Um die Bronzeplatte herum wurden größere, unregelmäßig geformte Natursteine in verschiedenen Farbtönen verlegt, die sich optisch deutlich von dem umgebenden grauen Rechteck-Betonpflaster abheben. Eine kreisrunde Einfassung aus grauen Pflastersteinen bildet den Übergang zum normalen Fußgängerbereich.
In seiner Heimatstadt Gennevilliers ist Francis Biorets Name auch auf der Gedenktafel für die Opfer des Zweiten Weltkriegs eingraviert.

## Juristische Aufarbeitung
Nur einige der verantwortlichen SS-Männer wurden später zur Rechenschaft gezogen. Emil Andreas Leimeister, der wesentlichen Anteil an dem Verbrechen hatte, wurde erst 1961 zu einer dreieinhalbjährigen Haftstrafe verurteilt. Weitere Beteiligte, wie beispielsweise der Henker Baumhardt, konnten untertauchen, oder die Verfahren gegen sie wurden eingestellt.